# Hermunduros

El Imperio romano en tiempos del gobierno de Adriano (117-138), mostrando la ubicación de los Hermunduros en el suroeste de Alemania.

Los Hermunduros, Hermunduri, Hermanduri, Hermunduli, Hermonduri o Hermonduli fueron una antigua tribu germánica que ocupó entre los siglos primero y tercero d. C. un área cercana al río Elba, en lo que ahora son Turingia, Bohemia, Sajonia y Franconia. Tras trasladarse junto a la frontera danubiana del Imperio romano, pueden haber sido los antecesores de los Turingios. 
Claudio Ptolomeo no menciona esta tribu en su Geographia, pero cita en cambio a los Teuriochaemae, quienes podrían tener relación con ambos.

## Historia
Estrabón considera a los hermunduros nómadas suevos, asentados al este del Elba.
Dion Casio reporta que en el año 1 d. C. un romano llamado Domitius (posiblemente Lucio Domicio Enobarbo) «mientras todavía gobernaba los distritos a lo largo del Ister (Danubio), había interceptado a los hermunduri, una tribu que por alguna razón había dejado su propia tierra y vagaba en busca de otra, y que se había asentado en una parte del territorio marcomano».
Plinio el Viejo, en su Historia Naturalis, lista a los hermunduri como una de las naciones de los hermiones, procedentes de la misma estirpe de descendientes de Mannus. En la misma categoría coloca a catos, queruscos y suevos.
En su obra Germania, Tácito describe a los hermunduros después de listar algunas de las naciones suevas, colocándoles cerca del Danubio y las fuentes del Elbaː

«Más cercano a nosotros es el territorio de los Hermunduri (voy a seguir el curso del Danubio como lo hice antes con el del Rin), un pueblo fiel a Roma. En consecuencia, solo ellos entre los germanos comercian no únicamente en las orillas del río, sino también lejos de la costa, y en la colonia más floreciente de la provincia de Rætia. En todas partes se les permite pasar sin guardia; y mientras que a las otras tribus mostramos solamente nuestras armas y nuestros campamentos, a ellos les hemos abierto nuestras casas y asentamientos, que no codician. Es en sus tierras donde nace el Elba, un río famoso conocido por nosotros en el pasado; ahora sólo oímos de él.»

En sus Annales, Tácito expone cómo el hermunduro Vibilius dirigió en 18 d. C. el derrocamiento del rey marcomano Catualda en favor del cuado Vannio. Hacia 50 d. C., en unión con dos sobrinos de Vannio (Vangio y Sido) y en alianza con los lugiones, Vibilius dirigió también la deposición de Vannio.
Los hermunduros compartieron una frontera disputada con los catos a lo largo de un río con explotaciones salinas, posiblemente el Werra o el sajón Saale. Los hermunduros salieron victoriosos en este conflicto.
Cuando Marco Aurelio murió en 180 d. C., estaba implicado en un conflicto contra una alianza de marcomanos, hermunduros, sármatas y cuados.